# Temple de Thatbyinnyu
El temple de Thatbyinnyu és un famós temple situat a Bagan (antigament Pagan), construït a mitjans del 1100 durant el regnat del rei Alaungsithu. Té forma de creu, però no és simètric. El temple té dos pisos principals, amb la imatge de Buda assegut situat al segon pis. És adjacent al temple d'Ananda.